# Ivan Martos
Ivan Petrovich Martos (em russo:  Иван Петрович Мартос; em ucraniano:  Іван Петрович Мартос; 1754 - 5 de abril de 1835) foi um escultor e professor de arte russo de origem ucraniana que ajudou a despertar o interesse russo em escultura neoclássica.
Martos nasceu perto de Poltava e matriculou-se na Academia Imperial de Artes entre 1764 e 1773. Ele foi então enviado para continuar a sua educação com Pompeo Batoni e Anton Raphael Mengs, em Roma. Após o seu retorno ao Império Russo em 1779, Martos começou a propagar as ideias do neoclassicismo. Criou um grande número de túmulos de mármore, que são muitas vezes considerados como o melhor na história da arte russa.
Aproveitando o patrocínio da realeza russa, Martos realizou uma cátedra na Academia Imperial de Artes desde 1779 e tornou-se seu reitor em 1814. Sua principal reivindicação à fama é o monumento a Minin e Pozharsky na Praça Vermelha, concebido em 1804, mas inaugurado em 1818. Devido aos muitos anos que passou dedicado a um único trabalho, Martos não produziu muitas outras esculturas nesse período. Morreu em São Petersburgo em 1835.